# Todtnau
Todtnau é uma cidade da Alemanha, situada na Floresta Negra (Schwarzwald) no distrito de Lörrach, na região administrativa de Freiburg, estado de Baden-Württemberg.